# České Petrovice
České Petrovice (deutsch Böhmisch Petersdorf) ist eine Gemeinde im Okres Ústí nad Orlicí in Tschechien. Sie liegt an der Orlička  und gehört zur Region Pardubický kraj.

## Geographie

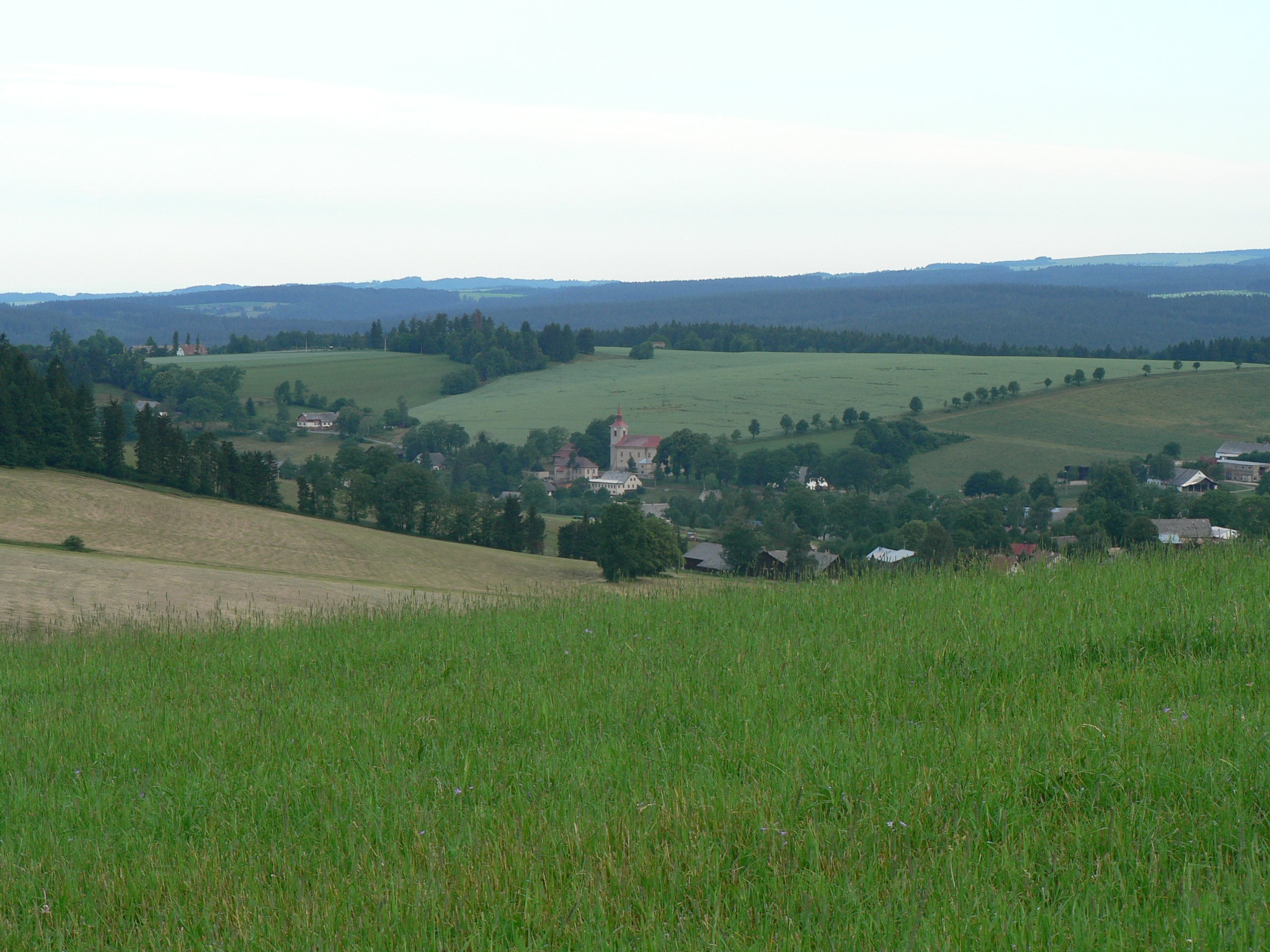
České Petrovice

České Petrovice liegt in einem Hochtal der Orlička am südöstlichen Abhang des Adlergebirges, unmittelbar an der Grenze zu Polen. Nachbarorte sind Mladkov und Lichkov im Südosten, Vlčkovice und Pastviny im Süden, Klášterec nad Orlicí im Südwesten, Kunvald im Westen und Rokytnice v Orlických horách im Nordwesten. Jenseits der Grenze zu Polen liegen Lesica im Nordwesten, Międzylesie und Smreczyna im Nordosten und Kamienczyk sowie Boboszów im Osten. Der Ort ist von Bergen umgeben: Im Norden liegt der Čihácký vrch, im Osten der Bernardův vrch, im Süden der 762 m hohe Adam und im Westen der 672 m hohe Jedlina.

## Geschichte
Petersdorf wurde vermutlich in der ersten Hälfte des 16. Jahrhunderts als Holzfällersiedlung gegründet und zur Unterscheidung des gleichnamigen Dorfes bei Wichstadtl mit dem Zusatz Böhmisch bezeichnet, während sich für das bereits bestehende Petersdorf die Bezeichnung Deutsch Petersdorf (jetzt Petrovičky) einbürgerte. Böhmisch Petersdorf gehörte zur Herrschaft Geiersberg und wurde erstmals 1568 erwähnt, als die Herrschaftsgrenzen vermessen bzw. festgelegt wurden. Ein weiteres Mal wurde es am 19. März 1601 erwähnt, als Adam von Waldstein die Herrschaft Geiersberg dem Georg von Stubenberg verkaufte.
1734 wurde in Böhmisch Petersdorf die Peter-und-Paul-Kirche errichtet, die 1835 zur Pfarrkirche erhoben wurde, zu der auch Tschihak (Čihák) gehörte. Es verfügte über eine dreiklassige Volksschule, eine Finanzwache, die den Grenzverkehr in die benachbarte, seit 1763 preußische Grafschaft Glatz überwachte und eine Sparkasse. Von wirtschaftlicher Bedeutung war seit dem Ende des 19. Jahrhunderts der Sommer- und Wintertourismus sowie die Herstellung von Skischuhen.
Nach der Gründung der Tschechoslowakei wurde nach 1920 eine Schulklasse für die tschechische Minderheit eingerichtet und die amtliche Ortsbezeichnung České Petrovice eingeführt. Zwischen 1935 und 1938 entstanden in der Umgebung mehrere Bunkerlinien des Tschechoslowakischen Walls zur Sicherung des Tales der Stillen Adler. 1939 wurden 466 Einwohner gezählt, die in 148 Häusern wohnten.
Nach dem Münchner Abkommen wurde Böhmisch Petersdorf ins Deutsche Reich eingegliedert und war bis 1945 Teil des deutschen Landkreises Grulich. Nach dem Ende des Zweiten Weltkrieges wurden die deutschen Bewohner 1945/46 vertrieben. Dadurch ging die Einwohnerzahl deutlich zurück. Eine umfangreiche Wiederbesiedlung erfolgte während der Zeit der kommunistischen Herrschaft wegen der abgelegenen Lage und der Grenznähe nicht. Seit der politischen Wende von 1989 erfolgte ein wirtschaftlicher Aufschwung durch die Zunahme des Sommertourismus sowie die guten Sportmöglichkeiten in der Wintersaison.

## Gemeindegliederung
Zur Gemeinde České Petrovice gehören keine weiteren Ortsteile.

## Sehenswürdigkeiten
- Peter-und-Paul-Kirche von 1734
- Kapelle auf dem Berg Adam. Sie wurde 1801 von Anton Bayer, einem Bürger von Böhmisch Petersdorf zum Dank für wiedererlangte Gesundheit gestiftet und von seinen Nachkommen mehrmals renoviert und neu ausgestattet.